# 日本冷蔵倉庫協会
一般社団法人日本冷蔵倉庫協会（にほんれいぞうそうこきょうかい、英文名称Japan Association of Refrigerated Warehouses.、英文略称JARW）は、冷蔵倉庫業の業界団体。元国土交通省所管。各地域の冷蔵倉庫協会が加盟している。

## 概要
- 本部所在地 - 東京都中央区豊海町4-18
- 会長 - 的埜明世（日本水産代表取締役社長執行役員）
- 設立 - 1973年（昭和48年）10月4日
- 事業内容 - 冷蔵倉庫業に関する調査・広報活動等の他、冷蔵倉庫業従事者に対する安全教育、業界功労者への顕彰などを行っている。
- フロン類の使用の合理化及び管理の適正化に関する法律に定められた冷媒フロン類取扱知見者の講習機関として経済産業省に認定されている。

## 会員
- 北海道冷蔵倉庫協会
- 青森県冷凍事業協同組合
- 八戸冷凍事業協会
- 秋田県冷蔵協会
- 宮城県冷蔵倉庫協会
- 岩手県冷蔵倉庫協会
- 山形県冷凍協会
- 福島県冷蔵倉庫協会
- 茨城県冷蔵倉庫協会
- 栃木県冷蔵倉庫協会
- 群馬県冷蔵倉庫協会
- 埼玉県冷蔵倉庫協会
- 千葉県冷蔵倉庫協会
- 東京冷蔵倉庫協会
- 神奈川県冷蔵倉庫協会

- 山梨県冷蔵倉庫協会
- 長野県冷蔵倉庫協会
- 新潟県冷蔵倉庫協会
- 富山県冷蔵倉庫協会
- 石川県冷蔵倉庫協会
- 福井県冷蔵倉庫協会
- 岐阜県冷蔵倉庫協会
- 静岡県冷蔵倉庫協会
- 愛知県冷蔵倉庫協会
- 三重県冷蔵倉庫協会
- 京滋冷蔵倉庫協会
- 大阪府冷蔵倉庫協会
- 兵庫県冷蔵倉庫協会
- 和歌山県冷蔵倉庫協会

- 鳥取県冷蔵倉庫協会
- 島根県冷蔵倉庫協会
- 岡山県冷蔵倉庫協会
- 広島県冷蔵倉庫協会
- 山口県冷蔵倉庫協会
- 四国冷蔵倉庫協会
- 福岡県冷蔵倉庫協会
- 佐賀県冷蔵倉庫協会
- 長崎県冷蔵倉庫協会
- 熊本県冷蔵倉庫協会
- 大分県冷蔵倉庫協会
- 宮崎県冷蔵倉庫協会
- 鹿児島県冷蔵倉庫協会
- 沖縄県冷蔵倉庫協会

ほか、賛助会員1,317事業所